# مانويل فرناندس
مانويل فرناندس (بالبرتغالية: Manuel Fernandez‏) هو مجدف برتغالي، ولد في 11 ديسمبر 1967.

## وصلات خارجية
- مانويل فرناندس على موقع الاتحاد الدولي للتجديف (الإنجليزية)
- مانويل فرناندس على موقع أوليمبيديا (الإنجليزية)